# Нікос Белоянніс
Ні́кос Белоя́нніс (грец. Νίκος Μπελογιάννης; * 22 грудня 1915, Амаліада, Пелопоннес — †30 березня 1952, Гуді) — політичний і громадський діяч, член ЦК Компартії Греції.

## Біографія
З 1935 року брав участь у революційному русі. В 1943—1944 роках — комісар дивізії Народно-визвольної армії Греції (ЕЛАС), яка вела боротьбу проти німецько-італійських загарбників.
За часів громадянської війни (1946—1949) Белоянніс очолював одну з військових груп Демократичної армії Греції.
В 1951 році Белоянніс був заарештований. 30 березня 1952 року за розпорядженням уряду Пластіраса-Венізелоса Белоянніса розстріляно.